# Falentyn
Falentyn [faˈlɛntɨn] es un pueblo ubicado en el distrito administrativo de Gmina Ryki, dentro del Condado de Ryki, Voivodato de Lublin, en Polonia oriental. Se encuentra aproximadamente a 7 kilómetros al noreste de Ryki y a 61 kilómetros al noroeste de la capital regional Lublin.
El pueblo tiene una población de 310 habitantes.